# 교방가무희

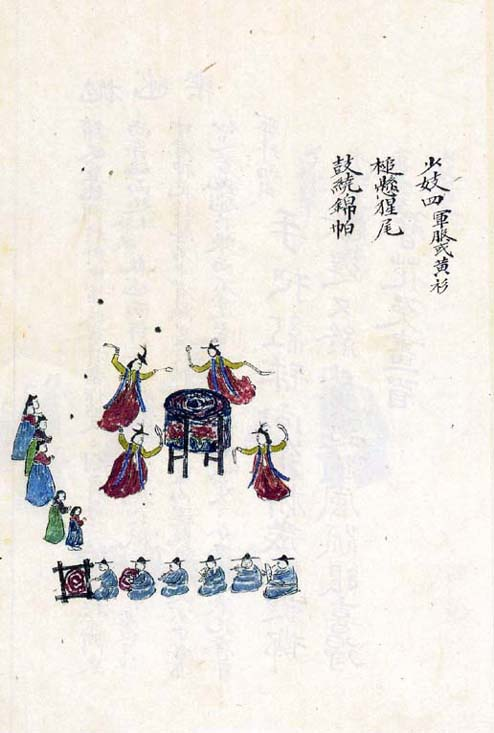
《교방가요》에 실린 교방가무

교방가무희(敎坊歌舞戱)는 고려·조선 시대에, 교방악(敎坊樂)을 사용한 가무희를 통틀어 이르던 말이다.
고려조는 팔관회와 연등회 등 큰 행사를 진행하는 절차를 갖추기 위해 전정(殿庭)의 백희로는 신라 이래 내려온 종목을 집대성했으며, 전상(殿上)의 가무에는 대체로 문종(文宗) 때 송으로부터 대량 수입된 교방악(敎坊樂)을 사용하여 이를 보강하였다. <고려사> <악지(樂志)>에 보이는 당악(唐樂) 중 가무희의 형태를 갖춘 것으로는 헌선도무·수연장무·오양선·포구락·연화대무·석노교곡파(惜奴嬌曲破)·만년환만(萬年歡慢) 등 7종의 대곡(大曲)이 있었다.